# Land- und Stadtgericht
Das Land- und Stadtgericht war im Königreich Preußen von 1808 bis 1849 die überwiegend verwendete Bezeichnung für das staatliche Gericht erster Instanz.

## Entstehung
Die Gerichte im Königreich Preußen hatten im HRR historisch gewachsene Aufgaben, Zuschnitte und Bezeichnungen. Im Rahmen der Preußischen Reformen versuchte man, eine einheitliche Systematik einzurichten und begann damit bei den Mittelgerichten. Die Verordnung wegen verbesserter Einrichtung der Provinzial-Polizei- u. Finanz-Behörden vom 26. Dezember 1808 bestimmte, dass die unter verschiedenen Bezeichnungen wie Oberamtsregierung oder Hofgericht firmierenden obersten Gerichte jedes Landesteils künftig Ober-Landesgericht heißen sollten.
Die Patrimonialgerichtsbarkeit blieb erhalten, wurde jedoch dahingehend eingeschränkt, dass die Patrimonialgerichte nun auf Zivilrechtsfälle beschränkt waren und der Aufsicht durch die Oberlandesgerichte unterlagen. Die Richter mussten die Befähigung zum Richteramt haben. Mit der Städteordnung von 1808 wurde die Städtische Gerichtsbarkeit weitgehend abgeschafft und auf den Staat übertragen.
Nach dem Wiener Kongress gewann Preußen erneut große Gebiete hinzu. Mit Patent von 1814 wurde die Einrichtung von Land- und Stadtgericht auch dort angeordnet.

## Namen
Als Bezeichnung der Eingangsgerichte setzte sich Land- und Stadtgericht durch, soweit sich der Gerichtssprengel (wie meist) sowohl auf Städte als auch auf Landgemeinden erstreckte. Sofern der Sprengel mit dem einer Stadt identisch war, sprach man vom Stadtgericht, sofern der Gerichtssprengel keine einzige Stadt umfasste vom Landgericht ohne dass dies einen Einfluss auf Aufgaben oder Kompetenzen hatte.

## Gerichtsbezirk
Der Sprengel des Gerichtes sollte so bemessen sein, dass die Entfernung aller Ortschaften zum Gerichtsort zwei, maximal drei Meilen (eine preußische Meile entsprach 7.532,5 m) nicht überschreiten sollte. Der Grund hierfür war, dass es möglich sein sollte, mit den damaligen Verkehrsmitteln (also per Pferd oder zu Fuß) zu Gerichtsgeschäften am gleichen Tag an- und abreisen zu können. Gerade in ländlichen Gebieten, war dies oft nicht einzuhalten.
Es bestand die Möglichkeit, an anderen Orten im Gerichtsbezirk Gerichtskommissionen einzurichten oder Gerichtstage abzuhalten. Dies wurde insbesondere dort genutzt, wo die Entfernungen groß waren oder mehrere Städte im Sprengel lagen. Ein Gerichtstag bedeutete, dass an einem (oder mehreren) Tagen im Monat ein Richter des Land- und Stadtgerichts in den Zielort reiste und dort seine Dienstgeschäfte wahrnahm. Eine Gerichtskommission war eine ständige Vertretung des Gerichts in einem Zielort durch einen Einzelrichter des Land- und Stadtgerichts.

## Organisation
Das Land- und Stadtgericht 1. Klasse bestand aus mindestens drei Richtern, dem Land- und Stadtrichter (ab 1834: Land- und Stadtgerichts-Direktor) als Vorsitzenden und mehreren Assessoren. Diese wirkten bei wesentlichen Fällen als Kollegialorgan. Der Spruchkörper bestand aus allen Richtern, einschließlich den Richtern in Gerichtskommissionen. Kleinere Gerichte (2. Klasse) hatten weniger als drei Richter und waren dann nicht kollegial organisiert. Einfache Fälle und solche der freiwilligen Gerichtsbarkeit wurden von Einzelrichtern bearbeitet. Instanzengericht war das Oberlandesgericht. Dieses war auch für die Gerichtsaufsicht verantwortlich.

## Auflösung
1849 wurden die Land- und Stadtgerichte aufgelöst und durch Kreisgerichte ersetzt.